# Papier lentille
Le papier lentille est un papier spécial destiné au nettoyage des instruments d'optique (microscope, appareil photographique, jumelles, etc.).
La lentille est essuyée en procédant par mouvements rectangulaire, partant du centre et allant vers le bord.